# Air Keruh (Ulu Talo)
Air Keruh is een bestuurslaag in het regentschap Seluma van de provincie Bengkulu, Indonesië. Air Keruh telt 445 inwoners (volkstelling 2010).